# Bill Denbrough
William "Bill" Denbrough es un personaje ficticio creado por Stephen King y el protagonista principal de su novela It de 1986. Se considera que el personaje es el líder de "El Club de los Perdedores" e inicia la búsqueda y el asesinato de Pennywise, el payaso bailarín, después de que el payaso mata a su hermano menor, Georgie. El personaje fue interpretado por primera vez en la miniserie de televisión de 1990 por Jonathan Brandis cuando era niño y por Richard Thomas cuando era adulto. En la adaptación de 2017 y su secuela de 2019, el personaje fue interpretado por Jaeden Martell cuando era niño y James McAvoy como adulto.

## Biografía del personaje de ficción
Bill Denbrough nació en 1946 (1947 en la miniserie de televisión de 1990 y el 4 de enero de 1976 en la película de 2017). Es hijo de Zack y Sharon Denbrough y hermano mayor de Georgie Denbrough y reside en Derry, Maine. Bill tiene un impedimento del habla debido a que fue atropellado por un automóvil cuando tenía tres años, lo que lo lleva a ser marginado. A finales del otoño de 1957 (1959 en la miniserie de televisión; 1988 en la película de 2017), Bill sufre un resfriado y ayuda a construir un barco de papel para que su hermano menor Georgie juegue afuera, a pesar de la lluvia. . Momentos después, Pennywise desmembra el brazo de Georgie en un desagüe pluvial.
Después de este incidente, en el verano de 1958 (1960 en la miniserie de televisión de 1990; 1989 en la película de 2017), Bill y sus amigos Eddie Kaspbrak, Richie Tozier y Stanley Uris tienen encuentros con Pennywise. Sus encuentros compartidos con Pennywise los llevaron a Beverly Marsh, Ben Hanscom y Mike Hanlon, formando "The Losers Club". En el camino, todos los miembros del grupo tienen más encuentros individuales con Pennywise y el matón local Henry Bowers, quien luego cae bajo la influencia de Pennywise, hasta que deciden dirigirse a donde creen que se esconde Pennywise, en Neibolt Street, y creen que han matado al payaso. Sin embargo, hacen un juramento de que, si Pennywise no está muerto, todos regresarán a Derry para derrotarlo.
En su vida adulta, Bill se convirtió en un escritor de éxito y se casó con una actriz, Audra Phillips. Bill ha controlado su tartamudez y, debido a su naturaleza, no puede recordar Derry, Georgie o al Club de los Perdedores. Después de que Pennywise mata a un hombre gay llamado Adrian Mellon, Bill recibe una llamada telefónica de Mike Hanlon, que permaneció en Derry, pidiéndole que regrese y ayude a matar a Pennywise de una vez por todas. Cada miembro de The Losers Club regresa a Derry excepto Stanley, quien se suicida al no poder volver a enfrentar sus miedos. El grupo se reúne en un restaurante chino donde los miembros se ponen al día hasta que se dan cuenta de que Stanley ha desaparecido y se enfrentan a It.
Finalmente, después de que cada miembro tiene sus respectivos encuentros con Pennywise, el grupo regresa a Neibolt Street y realiza el Ritual de Chud para revelar la verdadera forma de Pennywise y poder matarlo. Sin embargo, Pennywise ya tomó a la esposa de Bill, Audra, y la puso bajo la influencia de sus luces muertas, lo que la hizo caer en un estado de catatonia. Incluso después de derrotar a Pennywise, Audra permanece en un estado catatónico hasta que Bill la lleva a dar un paseo en bicicleta, lo que la hace salir de su parálisis.

## Adaptaciones

### Miniserie de televisión de 1990
Bill fue interpretado por Jonathan Brandis cuando era niño y Richard Thomas como adulto en la miniserie de televisión de 1990 dirigida por Tommy Lee Wallace. Esta interpretación se mantiene fiel a la versión novedosa del personaje con pocas o ninguna diferencia notable.

### La fallida adaptación de Cary Fukunaga
En la adaptación de la novela de Cary Joji Fukunaga, Bill se llamaría "Will" Denbrough, en lugar de Bill. Cuando Fukunaga dejó el proyecto y Andy Muschietti se incorporó para producir y dirigir, Martell fue elegido.

### Películas de 2017 y 2019
Bill fue interpretado nuevamente por Jaeden Martell cuando era niño y James McAvoy como adulto en la adaptación de 2017 y su secuela de 2019. En esta interpretación, la secuela revela que fingió estar enfermo el día que mataron a Georgie, lo que lo llevó a sentirse culpable por la muerte de su hermano. La primera película muestra a Bill engañándose a sí mismo pensando que Georgie todavía está viva hasta el punto de provocar que el Club de los Perdedores se disperse después de su primer encuentro con Pennywise en la Casa Neibolt. Esta interpretación también hace que Pennywise reconozca a Bill como una amenaza, intentando negociar con los otros perdedores para que sacrifiquen a Bill para sobrevivir. La secuela tiene una referencia irónica a la principal crítica de Stephen King, en la que rara vez tiene finales satisfactorios para sus novelas. Esto es irónico considerando que la principal crítica de muchos fanáticos y críticos a la película fue que el final fue decepcionante. La secuela también presenta a Bill que se encuentra con un niño en el desagüe donde mataron a Georgie, y descubre que el niño se convertirá en la próxima víctima de Pennywise. Esto lleva a Bill a un carnaval local donde sigue al niño a través de una casa de espejos, donde Pennywise lo asesina justo en frente de Bill. El joven también había sido visto anteriormente en la película en el restaurante chino como un fan de Richie, quien Richie cree que es otra versión de Pennywise.
El papel de Audra en la historia se elimina y Pennywise atormenta a Bill a través de su culpa y se ve obligado a verlo matar a otro niño frente a él. Bill vence sus demonios personales mientras realiza el Ritual de Chud. La película también se desvía de la novela y la miniserie al terminar con Bill y los Perdedores restantes conservando sus recuerdos.

### Diferencias con la novela
Ninguna adaptación presenta a Bill y el resto de los Perdedores reuniéndose con Maturin la Tortuga, una figura divina en la novela que es la antítesis de Pennywise. A pesar de no presentar a Maturin, It Chapter Two presenta el Ritual de Chud como un elemento clave de la trama en la narrativa de la película. Sin embargo, el ritual se describe de una manera completamente diferente a la de la novela de King. También se hacen múltiples referencias a lo largo del Capítulo Uno de It, como el Club de Perdedores en la cantera que dice haber visto una tortuga y Bill sosteniendo una tortuga de Lego en el dormitorio de Georgie, así como una tortuga de arcilla que se ve en un salón de clases en It. Capítulo dos. La serie de películas también se desvía del material original al no incluir a los miembros del Club de Perdedores que perdieron su virginidad con Beverly Marsh en las alcantarillas después de derrotar a Pennywise por primera vez. Según los informes, esta escena iba a aparecer en el guion original de Fukunaga, pero Muschietti la eliminó durante sus reescrituras una vez que se incorporó al proyecto.

## Temas de trastorno de estrés postraumático y culpa del superviviente
En It: Capítulo Dos, el elemento del trastorno de estrés postraumático se insinúa una vez que los personajes reciben la llamada telefónica de Mike Hanlon pidiéndoles que regresen a Derry. Se muestra que Bill también tiene síntomas de trastorno de estrés postraumático y culpa del sobreviviente durante la primera película, negándose a creer que Georgie podría estar muerta y culpándose a sí mismo por no supervisar a Georgie. Mientras que el resto de The Losers Club tiene dificultades para regresar a Derry y están consumidos por el dolor y el miedo una vez que reciben la llamada de Mike, se muestra que Bill tiene más dificultades para lidiar con la culpa de su Superviviente. Las luchas de Bill lo llevaron a sus intentos fallidos de salvar a otro niño de sufrir el mismo destino que Georgie, solo para ser asesinado por Pennywise justo en frente de él. Pennywise a menudo también se burla de Bill por no haber podido salvar a Georgie a lo largo de la película, incluida una escena que tiene lugar durante los eventos de la primera película en la que Bill regresa al desagüe donde mataron a Georgie y exige respuestas de Pennywise sobre por qué se llevó a Georgie. . El payaso sólo responde con "Porque no estabas allí", en un intento de aumentar la culpa del superviviente de Bill.

## Recepción
El desarrollo de Denbrough a lo largo de la novela y las adaptaciones refleja el tema general de la pérdida de la inocencia. El desarrollo de Bill hasta convertirse en un adulto maduro debido a la pérdida de su hermano, Georgie, y la amenaza de Pennywise fue ampliamente aclamado por fanáticos y críticos. Las representaciones del personaje realizadas por Brandis, Martell y McAvoy también fueron muy elogiadas por encarnar el espíritu del personaje. La interpretación de Martell en particular se destacó por los temas más adultos explorados en la adaptación de 2017 y por el compromiso de Martell de perfeccionar la tartamudez del personaje. Si bien la interpretación de Brandis de Denbrough en la miniserie de televisión de 1990 fue aclamada, la interpretación de Thomas del Bill adulto recibió reacciones encontradas de fanáticos y críticos.
Se hace referencia al personaje en otras novelas de Stephen King: 22/11/63 y Bag of Bones. En Bag of Bones, el personaje de Johanna es fanático de las novelas de Denbrough y lo considera uno de sus autores contemporáneos favoritos. Bill es mencionado brevemente nuevamente el 22/11/63, y sus compañeros del Loser's Club, Beverly Marsh y Richie Tozier, hacen apariciones físicas.